# Revelation (canción)
«Revelation» es una canción del cantante y compositor australiano Troye Sivan y el músico islandés Jónsi. En julio de 2018, la canción fue vista previa durante el avance de la película Boy Erased, y se lanzó el 18 de octubre de 2018.
La canción fue nominada para el Golden Globe Award a la Mejor Canción Original en los 76th Golden Globe Awards, la Mejor canción original - Premio de Largometraje en los 9th Hollywood Music in Media Awards y un Premio Satellite a la Mejor Canción Original en los Satellite Awards 2018.

## Antecedentes
Sivan le explicó a Billboard que después de leer el guion, estaba decidido a poner su música en la película: "Estaba listo para vender mi alma. Le dije: 'Puedes tener cualquier canción que haya escrito, escribiré nuevas, haré cualquier cosa".  Sivan escribió varias canciones originales no solicitadas que no llegaron a la película, pero el director Joel Edgerton le solicitó a que abordara una escena específica, donde Jared (interpretado por Lucas Hedges) tiene una interacción pura con otro chico por primera vez.
Sivan dijo: "Jónsi de Sigur Rós estaba trabajando en algo de música para una escena donde había comenzado esta pequeña melodía de piano, pero realmente no sabía a dónde ir lírica o melódicamente, así fue cuando Joel, Jónsi y yo fuimos a desayunar una mañana y me hablaron sobre esa escena específica, y terminé escribiendo la canción más tarde ese día".  Sivan le explicó a Billboard que "La idea de que esa persona sea una revelación en tu vida, donde puedes hacer algo que se siente tan natural y correcto y estar bien del otro lado, eso es algo realmente potente en tu vida".

## Recepción crítica
Joshua Bote de Billboard describió la canción como "una balada divina e inquietante", y dijo: "Lleno de teclas pesadas con reverberación, cuerdas chirriantes y adornos cinematográficos, post-rock, Sivan suena absolutamente impresionante en 'Revelation' mientras canta sobre jóvenes, y el amor como forma de libertad y revolución".
Randall Colburn de Consequence of Sound dijo: "Impulsado por un piano apacible y el tipo de atmósfera hinchada central en el trabajo de Jónsi, la canción reflexiva y relajante logra una especie de catarsis melancólica que es tan esperanzadora como desgarradora". Mike Neid de Idolator lo llamó un "himno conmovedor con un mensaje poderoso".

## Presentaciones en vivo
En octubre de 2018, Sivan interpretó la canción en vivo en The Ellen DeGeneres Show, respaldada por un cuarteto de cuerda. En noviembre de 2018, interpretó la canción en vivo en The Tonight Show Starring Jimmy Fallon.